# Jojo's Bizarre Adventure: All Star Battle
Jojo's Bizarre Adventure: All Star Battle (ジョジョの奇妙な冒険 オールスターバトル Jojo no kimyō na bōken: Ōru Sutā Batoru?) är ett fightingspel som utvecklades av Cyberconnect2 till Playstation 3, och gavs ut av Bandai Namco Games den 29 augusti 2013 i Japan. Det släpptes även på engelska i Europa, Australien och Nordamerika i april 2014.
Spelet baseras på Hirohiko Arakis manga Jojo's Bizarre Adventure, och inkluderar figurer från alla delar av mangan som var utgivna då spelet gavs ut. Även figuren Ikuro Hashizawa från Arakis tidigare manga Baoh är med i spelet.

## Spelbara figurer
Del 1 - Phantom Blood
- Jonathan Joestar
- Will A. Zeppeli
- Dio Brando

Del 2 - Battle Tendency
- Joseph Joestar
- Caesar Anthonio Zeppeli
- Lisa Lisa
- Esidisi
- Wamuu
- Kars

Del 3 - Stardust Crusaders
- Jotaro Kujo
- Joseph Joestar
- Muhammad Avdol
- Noriaki Kakyoin
- Jean Pierre Polnareff
- Iggy
- Hol Horse
- Vanilla Ice
- Dio

Del 4 - Diamond Is Unbreakable
- Josuke Higashikata
- Okuyasu Nijimura
- Koichi Hirose
- Rohan Kishibe
- Shigekiyo "Shigechi" Yangu
- Akira Otoishi
- Yoshikage Kira
- Kosaku Kawajiri

Del 5 - Vento Aureo
- Giorno Giovanna
- Bruno Bucciarati
- Narancia Ghirga
- Guido Mista
- Pannacotta Fugo
- Diavolo

Del 6 - Stone Ocean
- Jolyne Cujoh
- Ermes Costello
- Narciso Anasui
- Enrico Pucci

Del 7 - Steel Ball Run
- Johnny Joestar
- Gyro Zeppeli
- Funny Valentine

Del 8 - Jojolion
- Josuke Higashikata

Baoh
- Ikuro Hashizawa

## Lokalisering
Vissa figurers och Stands namn ändrades i den engelskspråkiga versionen:
| Figurer               | Figurer              |
| Originalnamn          | Lokaliserat namn     |
| --------------------- | -------------------- |
| Lisa Lisa             | LisaLisa             |
| Jean Pierre Polnareff | Jean Pierre Eiffel   |
| J. Geil               | Centerfold           |
| Vanilla Ice           | Cool Ice             |
| Josuke Higashikata    | Josuke Higashikata 4 |
| Narciso Anasui        | Narc Anastasia       |
| Enrico Pucci          | Father Pucci         |
| Josuke Higashikata    | Josuke Higashikata 8 |

| Stands                      | Stands                |
| Originalnamn                | Lokaliserat namn      |
| --------------------------- | --------------------- |
| Crazy Diamond               | Shining Diamond       |
| Echoes                      | Reverb                |
| Red Hot Chili Pepper        | Chili Pepper          |
| Killer Queen                | Deadly Queen          |
| Stray Cat                   | Feral Cat             |
| Third Bomb: Bites the Dust  | Bites the Dust        |
| Gold Experience Requiem     | Golden Wind (Requiem) |
| Sticky Fingers              | Zipper Man            |
| Aerosmith                   | Li'l Bomber           |
| Sex Pistols                 | Six Bullets           |
| King Crimson                | Emperor Crimson       |
| Stone Free                  | Stone Ocean           |
| Kiss                        | Smack                 |
| Diver Down                  | Diver Drive           |
| Whitesnake                  | Pale Snake            |
| C-Moon                      | Full Moon             |
| Made in Heaven              | Maiden Heaven         |
| Dirty Deeds Done Dirt Cheap | D4C                   |